# Simone Annicchiarico
Simone Annicchiarico (Roma, 8 agosto 1970) è un conduttore televisivo italiano.

## Biografia

### Origini familiari
È figlio dell'attore e comico Walter Chiari, al secolo Walter Annicchiarico, e dell'attrice Alida Chelli; suo nonno materno era il compositore Carlo Rustichelli, mentre suo zio materno è il musicista Paolo Rustichelli.

### Attività nello spettacolo
Il suo debutto televisivo risale al 1995 nel programma per bambini in onda sulla RAI Arriba!!! Arriba!!! facendo da spalla alla conduttrice Heather Parisi.
Dopo aver debuttato nei primi anni duemila come conduttore di rubriche cinematografiche in onda su alcuni canali satellitari, ha esordito sulle reti generaliste nel 2007 come conduttore del programma di LA7, La valigia dei sogni, in onda il sabato in seconda serata, riguardante il cinema; questo impegno è terminato nell'aprile 2013.
Grande appassionato di musica, soprattutto rock, nel 2002 una canzone da lui scritta, Maria, viene inclusa nell’album Saranno Famosi. Dal 2004 si è esibito come cantante nella cover band Led Zeppelin Night Flight, ottenendo un grande successo in molti locali di Roma e provincia.
Ha debuttato nel cinema recitando una piccola parte nel film Il nostro messia nel 2008 e recitando in un cortometraggio insieme a Daniele Liotti.
Dal 12 dicembre 2009 al 9 novembre 2013 ha lavorato per Mediaset perché ha collaborato con la Fascino PGT di Maria De Filippi come presentatore, insieme a vari partner, dei programmi da lei prodotti o co-prodotti per le prime serate di Canale 5. Il 12 dicembre del 2009 ha condotto, nel sabato sera di Canale 5, la puntata pilota del nuovo show di prima serata Italia's Got Talent con la partecipazione di Maria De Filippi, Gerry Scotti e Rudy Zerbi come giudici. Grazie agli alti ascolti raggiunti dalla puntata pilota citata prima, nella primavera 2010 ha condotto, al fianco di Geppi Cucciari, la prima edizione effettiva del programma, questa volta in onda il lunedì in prima serata ottenendo elevati ascolti.
Il 4 ottobre 2010 è tornato in RAI conducendo il programma di seconda serata Tv Mania, in onda su Rai 2 e diretto da Jocelyn, chiuso dopo due puntate a causa dei bassi ascolti. Nella primavera 2011, sempre con Cucciari, ha condotto la seconda edizione di IGT nel sabato sera di Canale 5. Nell'inverno 2012 ha condotto la terza edizione (che ha vinto il Premio Regia Televisiva 2012 per la categoria Top Ten) insieme a Belén Rodríguez, con la quale (sempre nel sabato sera di Canale 5) in seguito ha condotto anche la quarta edizione (che ha vinto il Premio Regia Televisiva 2013 per la categoria Top Ten) in onda nell'inverno 2013 e la quinta edizione in onda nell'autunno 2013.
Nel luglio 2013 ha condotto, insieme ad Alessia Marcuzzi, il Summer Festival 2013, programma estivo per la prima serata di Canale 5 prodotto dalla Fascino PGT con Tezenis (da qui il sottotitolo Tezenis Live). Nel gennaio 2014 ha lasciato Mediaset poiché i diritti esclusivi di realizzazione di Italia's Got Talent sono passati a Sky Italia: voci iniziali lo davano alla conduzione della sesta edizione, la prima di Sky, poi affidata a Vanessa Incontrada.
Dal 16 maggio 2014 ha condotto su SkyUno il reality show Calzedonia Ocean Girls per sei appuntamenti settimanali. È tornato sulle reti Mediaset alla fine del 2014 conducendo il 25 dicembre A Very Special Mario Christmas, uno special musicale di Italia 1 in seconda serata (precisamente dalle ore 22.50 in poi) dedicato al concerto natalizio di Mario Biondi. Dal 19 febbraio 2015 conduce Fronte del palco, nuovo programma di Italia 1 in onda per 10 puntate settimanali in seconda serata (dalle 00:40 in poi); visti i buoni ascolti, il programma è stato confermato per l'autunno 2015. 
Dopo qualche anno di assenza è tornato in TV nel 2024 come concorrente di Tale e quale show arrivando settimo.

## Vita privata
La stampa italiana in varie occasioni scrisse che Simone Annicchiarico avrebbe avuto dei flirt con Belén Rodríguez nel marzo 2012 e con Alessia Marcuzzi nel luglio 2013, il diretto interessato però ha sempre smentito. Si professa cattolico.

## Programmi televisivi
- Arriba!!! Arriba!!! (Rai 2, 1995-1996)
- La valigia dei sogni (LA7, 2007-2013)
- Italia's Got Talent (Canale 5, 2009-2013)
- TV Mania (Rai 2, 2010)
- Summer Festival (Canale 5, 2013)
- Calzedonia Ocean Girls (Sky Uno, 2014)
- A Very Special Mario Christmas (Italia 1, 2014)
- Fronte del palco (Italia 1, 2015-2016)
- Tale e quale show (Rai 1, 2024) Concorrente

## Filmografia

### Cinema
- Il nostro messia, regia di Claudio Serughetti (2008)

### Televisione
- Walter Chiari - Fino all'ultima risata, regia di Enzo Monteleone (2012) - cameo

## Libri
- Walter e io : ricordi di un figlio, Milano, Baldini & Castoldi, 2012, ISBN 978-88-6620-213-4.
- Piccolo atlante dei nomi inventati, Eboli, NPE, 2018, ISBN 978-88-94818-35-2.
- Michele Sancisi e Simone Annicchiarico, 100 % Walter Chiari : biografia di un genio irregolare, nota introduttiva di Mina, prefazione di Maurizio Porro, Milano, Baldini+Castoldi, 2024, ISBN 979-12-5494-128-7.